# Lastovski kanal
Lastovski kanal je ožina v južni Dalmaciji, v Dubrovačko-neretvanski županiji. Pripada Hrvaški. Razteza se med otokom Lastovo in otokom Korčula. Razteza se v smeri vzhod-zahod; dolga je 50 km, široka približno 15 km in globoka približno 80 m.

## Otoki
V kanalu je veliko manjših otokov, zbranih ob otokih Korčula in Lastovo:
Ob južni obali Korčule (od zahoda proti vzhodu):
- Trstenik
- Mali Pržnjak
- Veli Pržnjak
- Žarek
- Lukovac
- Zvirinovik
- Izgubljate
- Obljak
- Kosor
- Stupa
- Cherin
- Crklica
- Sridnjak
- Vrhovni
- Otočac

Ob severni obali Lastova (od zahoda proti vzhodu) 
- Pod Mrčarjem

2 otočka severovzhodno od otoka Mrčara:
- Mala oljka
- Veli Maslovnjak
- Flapper

Lastovci, (Lastovnjaci, Donji Škoji) so skupina otočkov in pečin v Jadranskem morju, nekaj kilometrov vzhodno in severovzhodno od Lastova. Sestavljen je iz 17 otočkov in večjih pečin. To so:
- Arženak Veli
- Arženak Mali
- Češvinica
- Golubinjak Mali
- Golubinjak Veli
- Hook
- Lukovac Mali
- Lukovac Srednji
- Lukovac Gornji
- Petrovac
- Saplun
- Stomorina
- Za Barje (Škoj od Barja)
- Mrkljenta bela
- Temno črna
- Tajan Veli
- Tajan Mali

Vrhovnjaci, arhipelag med Lastovom in Mljetom:
- Brat
- Mali brat
- Donja Sestrica (Sestrica Mala)
- Gornja Sestrica (Sestrica Veja)
- Srednja sestra
- Mrkjenta pod Smokvicu (Obrovac)
- Donji Vlasnik (Smokvica)
- Srednji Vlašnik
- Gornji Vlasnik
- Mrkjenta pri Glavatu
- Glavat (Lastovo)